# Prisma (satellit)
För andra betydelser, se Prisma.
Prisma är en satellit utvecklad av Rymdbolaget. Uppskjutningen med hjälp av en ukrainsk Dneprraket skedde den 15 juni 2010.
Prismasatelliten ska främst användas för att testa autonom formationsflygning.